# Тагарка
Тагарка — особая походная телега уральских рыболовов; половина обыкновенной телеги закрывается полукругом из лубка, который просмаливается и делается совершенно непромокаемым; сверху лубка, с передней, открытой и обращенной к лошади части прикрепляется запон из самодельной непромокаемой материи и в этом импровизированном экипаже рыбак находит приют как в пути, так и на месте лова в непогодь осенью и весною; там у него сохраняется хлеб, одеяние, походные принадлежности. Если принять во внимание, что уральским рыбакам приходилось, по особенным условиям их рыболовства, два раза в году (весною и осенью) делать путь по 1000 верст взад и вперед, то значение этой походной телеги будет вполне понятно.